# Tabanus darimonti
Tabanus darimonti (лат.)— вид слепней. Науке известны только самки, самец ещё не описан.

## Описание
Длина тела менее 20 мм. Глаза без полосок. Усики преимущественно красновато-желтые. Нижняя лобная мозоль прямоугольная, её верхний край заострён. Верхняя лобная мозоль узкая, соприкасается с нижней лобной мозолью. Бёдра (кроме вершины) красновато-желтые. Брюшко коричневое с тремя рядами пятен. Иногда окраска брюшка желтовато-коричневая и пятна не отчётливо видны. Близкими видами являются Tabanus regularis, Tabanus miki, Tabanus pallidipes. 

## Распространение
Средиземноморский вид. Известно о его обитании на территории Франции, Португалии, Испании, Марокко, Хорватии, Боснии и Герцеговине, Турции и Иордании.